# 杞県
杞県（き-けん）は中華人民共和国河南省開封市に位置する県。古称は雍丘。
殷・周の時代、夏の末裔を名乗る杞の国が置かれた所である。また、杞の国は杞憂の故事でも知られる。

## 行政区画
- 街道:金城街道
- 鎮:五里河鎮、傅集鎮、圉鎮鎮、高陽鎮、葛崗鎮、陽堌鎮、邢口鎮
- 郷:裴村店郷、宗店郷、板木郷、竹林郷、官荘郷、湖崗郷、蘇木郷、沙沃郷、平城郷、泥溝郷、柿園郷、西寨郷、城郊郷

## 出身者
- 蔡琰 - 詩人